# Vrijmetselarij in Zwitserland
De georganiseerde vrijmetselarij is aanwezig in Zwitserland sedert 1736.  Ze telt 4.700 mannelijke en 300 vrouwelijke leden. Het zwaartepunt ligt in de Franstalige gebieden.

## Geschiedenis van de vrijmetselarij op Zwitserse bodem

### Oprichting
De eerste vrijmetselaarsloges op Zwitserse bodem ontstaan vanaf 1736 met het oprichten van de symbolische loge Le Parfait Contentèment Genève. Kort daarop ziet La Parfaite Union des Etrangers Lausanne het levenslicht. Beiden behoren tot de United Grand Lodge of England.
In 1740 wordt La Concorde Zürich opgericht, in 174] Les Trois Etoiles Flamboyantes Neuchâtel en in 1744 een verdere loge te Bazel. In het kanton Vaud vormen enkele loges het Directoire Helvétique Romand pour les Hauts Grades Ecossais. Loges worden over het hele land opgericht.
In 1769 besluiten een tiental loges een eigen obediëntie op te richten, de Grande Loge de Genève. Kort daarop sluiten nog een tiental loges zich hierbij aan. Zij werkt in basisgraden en hogere gradensystemen. In 1786 hernoemt zij zich tot Grande Loge de Suisse.
In 1779 ziet het Grand Prieuré d'Helvétie (G.P.H.) het levenslicht. Zij werkt in basisgraden en een hogere gradensysteem.

### Structurering in de 19e eeuw
De G.L.S. vormt zich om tot Grande Loge Nationale (G.L.N.) en fusioneert in 1842 met het G.P.H. tot de Grande Loge Suisse Alpina (G.L.S.A.), als obediëntie die zich met de symbolische basisgraden bezighoudt. Het G.P.H. blijft verder bestaan als korps voor het hogere gradenstelsel van de G.S.R..
In 1873 wordt de Suprême Conseil pour la Suisse opgericht als korps voor het hogere gradenstelsel van de A.A.S.R. door incorporatie van het Directoire Helvétique Romand pour les Hauts Grades Ecossais. In 1875 vindt het eerste wereldcongres plaats van de opperraden van de AASR te Lausanne.
In 1895 wordt de eerste loge van Le Droit Humain te Zürich. De Zwitserse federatie ziet het levenslicht in 1963.

### Herstructurering na de Tweede Wereldoorlog
Na de Tweede Wereldoorlog tracht de U.G.L.E., in het kielzog van de geallieerde overwinning, wereldwijd haar stempel op de vrijmetselarij te drukken.  De G.L.S.A. wordt onder druk gezegd de vriendschappelijke betrekkingen met de liberale Grand Orient de France (G.O.d.F.) op te zeggen. Dit zorgt voor spanningen binnen deze obediëntie vanaf 1952.
Vanuit de loge Le Progrès Lausanne onder de G.L.S.A. wordt vanuit deze onvrede een nieuwe loge, Lumière et Travail Lausanne onder het G.O.d.F., opgericht in 1955. Op 11 juli 1955 verbreekt de G.L.S.A. de vriendschapsbanden officieel met de G.O.d.F..
Het idee ontstaat in 1956 een Europese obediëntie in het leven te roepen onder de benaming Grande Loge d'Europe. Vanuit deze visie wordt in 1956 de loge Evolution Lausanne opgericht. In 1958 wordt de loge Zur Leuchtenden Flamme Zürich opgericht vanuit dezelfde doelstelling. De obediëntie verdwijnt binnen enkele jaren.
Uit de ruïne van deze obediëntie wordt een nieuwe Zwitserse, liberale en dogmatische obediëntie, in het leven geroepen op 24 juni 1959, de Grand Orient de Suisse (G.O.S.). Naast twee voornoemde loges is de derde oprichtende loge Anderson Lausanne. De G.O.S. verandert later haar naam in Grande Loge de Suisse (G.L.S.), om later haar oude naam weer aan te nemen. In 1961 wordt de G.O.S. lid van de vrijmetselaarskoepel C.L.I.P.S.A.S..
In 1964 wordt de eerste exclusieve vrouwenloge opgericht onder de Grande Loge Féminine de France (G.L.F.F.). Een Zwitserse zusterobediëntie ziet het levenslicht in 1976 onder de naam Grande Loge Féminine de Suisse (G.L.F.S.).
Later werden er vanuit de Grande Loge Mixte Française (G.L.M.F). loges opgericht, die later een eigen obediëntie, de Grande Loge Mixte Suisse (G.L.M.S.) oprichten.
Ook zijn er loges actief die de Oude en Primitieve Ritus van Memphis-Misraïm hanteren.

## Obediënties

### Symbolische graden
- Reguliere obediëntie:
  - Grande Loge Suisse Alpina (G.L.S.A.)
- Irreguliere obediënties:
  - Grand Orient de Suisse (G.O.S.)
  - Droit Humain (Zwitserse federatie) (D.H.)
  - Grande Loge Féminine de Suisse (G.L.F.S.)
  - Grande Loge Mixte de Suisse (G.L.M.S.)

### Hogere graden
- Reguliere obediëntie:
  - Suprême Conseil du Rite Ecossais Ancien et Accepté pour la Suisse
- Irreguliere obediënties:
  - Droit Humain (Zwitserse federatie) (D.H.)

Vrijmetselarij · Beginselen · Geschiedenis · Symbolen · Vrijmetselaarsloge · Ordegrondwet · Obediëntie · Regulariteit en irregulariteit · Ritus · Graden · Grootmeester · Gemengde vrijmetselarij · Para-vrijmetselarij · Antivrijmetselarij · Vrijmetselarij in Nederland · Vrijmetselarij in België · Internationale vrijmetselarij
>>> Meer info op Portaal:Vrijmetselarij <<<